# Luigino
De Luigino (meervoud: Luigini, afkorting: SPL) is de munteenheid van het zelfverklaarde Italiaanse vorstendom Seborga. In 1995 werd inwoner Giorgio Carbone uitgeroepen tot prins voor het leven als prins Giorgio I, waarna het dorp via een stemming onafhankelijk van Italië werd verklaard. Carbone stelde onder andere een grondwet in en liet postzegels en een munt uitbrengen. Bij decreet van 28 februari 1995 werd de munt ingevoerd.
Als naam voor de munt werd gekozen voor Luigino. Hiermee werd verwezen naar de gelijknamige historische munt die van 1666 tot 1689 in Seborga werd geslagen. Deze oude Luigino, vernoemd naar de Franse munt Louis, was door monniken ingevoerd om het klooster aan extra inkomsten te helpen. Door het lage zilvergehalte en de concurrentie van andere munten, werd deze Luigino geen succes. Koning Lodewijk XIV liet de munterij sluiten.
De eerste serie moderne Luigini werd op 12 maart 1995 uitgegeven; deze munten droegen het jaartal 1994. In de loop van 1995 en 1997 vonden nieuwe muntemissies plaats, waarvan een deel in circulatie werd gebracht als betaalmiddel. In 2012 en 2013 werden opnieuw munten uitgegeven, nu door Marcello Menegatto (prins Marcello I), de opvolger van Giorgio Carbone.
Eén Luigino is onderverdeeld in 100 Centesimi (enkelvoud: Centesimo). De Luigino is gekoppeld aan de Amerikaanse dollar: 1 SPL is 6 dollar.
De munt kan als betaalmiddel in Seborga worden gebruikt.

## Munten

### Serie 1994
| Waarde    | Diameter | Jaar van uitgave | Samenstelling     | Aantal uitgiften |
| --------- | -------- | ---------------- | ----------------- | ---------------- |
| 1 Luigino | 28 mm    | 1994             | Nikkel            | 50               |
| 1 Luigino | 28 mm    | 1994             | Brons (85% Koper) | 50               |
| 1 Luigino | 28 mm    | 1994             | Nikkel-Zilver     | 50               |
| 1 Luigino | 28 mm    | 1994             | Brons (90% Koper) | 50               |
| 1 Luigino | 28 mm    | 1994             | Aluminium         | 50               |
| 1 Luigino | 28 mm    | 1994             | Koper             | 50               |
| 1 Luigino | 28 mm    | 1994             | Lood              | 50               |
| 1 Luigino | 28 mm    | 1994             | Roestvast staal   | 50               |
| 1 Luigino | 28 mm    | 1994             | Ijzer-Nikkel      | 50               |
| 1 Luigino | 28 mm    | 1994             | Roestvast staal   | 50               |
| 1 Luigino | 28 mm    | 1994             | Brons             | 50               |
| 1 Luigino | 28 mm    | 1994             | .999 Zilver       | 50               |
| 1 Luigino | 28 mm    | 1994             | Nikkel-Koper      | 50               |

### Serie 1995
| Waarde       | Diameter | Jaar van uitgave | Samenstelling                       | Aantal uitgiften |
| ------------ | -------- | ---------------- | ----------------------------------- | ---------------- |
| 5 Centesimi  | 19,5 mm  | 1995             | Roestvast staal                     | Onbekend         |
| 15 Centesimi | 26 mm    | 1995             | Roestvast staal                     | Onbekend         |
| 1/2 Luigino  | 30 mm    | 1995             | Ring: brons, centrum: koper-nikkel. | Onbekend         |
| 1/2 Luigino  | 30 mm    | 1995             | Ring: brons, centrum: koper-nikkel. | Onbekend         |
| 1 Luigino    | 28 mm    | 1995             | Brons                               | 10700            |
| 1 Luigino    | 28 mm    | 1995             | .999 Zilver                         | 150              |
| 7 ½ Luigini  | 37 mm    | 1995             | .999 Zilver                         | 1000             |